# إصلاح غلط المحدثين (كتاب)
إصلاح غلط المحدثين كتاب ألفه إمام اللغة والحديث الفقيه المفسر الإمام الخطابي مدافعا عن سنة النبي صلى الله عليه وسلم بإصلاح ما كان من غلطات في النطق، أو كان من أخطاء تصحيف، أو تحريف.

## نبذة عامة
كان كتاب إصلاح غلط المحدثين، ولا زال، من كتب المراجع الأساسية في إصلاح الغلط الأحاديث من الرواة والمحدثين، ولذا يكثر النقل عنه في شروح كتب الحديث، من ذلك ما تجده في ثنايا شرح الإمام النووي على مسلم، وفي ثنايا تعليقات الإمام ابن حجر على البخاري، إلى غير ذلك من كتب السنة.
قالَ أبو سليمان الخطابيّ في مقدمة الكتاب: هذه أَلفاظٌ من الحديث يرويها أكثرُ الرُّواةِ والمُحَدِّثينَ ملحونةً ومُحرَّفَةَ أَصلحناها [لهم] وأَخبرنا بصوابها، وفيها حروفٌ تحتملُ وجوهاً اخترنا منها أَبْينَهَا وأَوْضَحَها، واللهُ الموفقُ للصوابِ لا شريك له.

## وصلات خارجية
- قراءة وشرح لكتاب إصلاح غلط المحدثين للخطابي  د . السيد احمد إبراهيم  ج 1 ( أ ) على يوتيوب.